# Godin (Gounghin)
Pour les articles homonymes, voir Godin.
Godin est un village du département et la commune rurale de Gounghin situé dans la province du Kouritenga et la région du Centre-Est au Burkina Faso.